# Somatidia parvula
Somatidia parvula är en skalbaggsart som beskrevs av Thomas Broun 1917. Somatidia parvula ingår i släktet Somatidia och familjen långhorningar. Inga underarter finns listade i Catalogue of Life.